# Franziskanerinnenkloster Nördlingen
Das Franziskanerinnenkloster Nördlingen war ein Kloster der Franziskaner-Terziarinnen in Nördlingen in Bayern. Es gehörte zur Diözese Augsburg.

## Geschichte
Das Kloster wurde vor 1243 gegründet. 1536 wurde im Zuge der Reformation in Nördlingen das Kloster aufgehoben. Vor 1876 war das sogenannte „Beginenhaus“ bereits abgebrochen. An der Stelle des Terziarinnenhauses befindet sich heute ein Teil des Amtsgerichts.